# Cầu Diễn
Cầu Diễn là một phường thuộc quận Nam Từ Liêm, thành phố Hà Nội, Việt Nam.

## Địa lý
Phường Cầu Diễn nằm ở trung tâm quận Nam Từ Liêm, cách trung tâm thành phố Hà Nội 6 km về phía tây, có vị trí địa lý: 
- Phía đông giáp phường Mỹ Đình 2
- Phía tây giáp quận Bắc Từ Liêm và phường Xuân Phương
- Phía nam giáp phường Mỹ Đình 1
- Phía bắc giáp quận Bắc Từ Liêm (ranh giới là Quốc lộ 32).

Phường có diện tích 1,79 km², dân số năm 2022 là 27.017 người, mật độ dân số đạt 15.093 người/km².

## Lịch sử
Cầu Diễn vốn là tên của cây cầu bắc qua sông Nhuệ trên Quốc lộ 32, nằm ở góc tây bắc của phường hiện nay. Cầu nằm ở vùng Kẻ Diễn xưa (vùng đất phía tây sông Nhuệ nơi có 7 làng đều có tên nôm là "Diễn": Phú Diễn, Đức Diễn, Đình Quán, Kiều Mai, Ngọa Long, Nguyên Xá, Văn Trì) nên có tên là cầu Diễn.
Ngày 13 tháng 10 năm 1982, Hội đồng Bộ trưởng ban hành Quyết định số 173-HĐBT. Theo đó, thành lập thị trấn Cầu Diễn thuộc huyện Từ Liêm trên cơ sở tách một phần diện tích và dân số của ba xã Mai Dịch, Phú Minh và Mỹ Đình. Ban đầu thị trấn có diện tích tự nhiên là 143 ha, dân số khoảng 10.800 người.
Ngày 17 tháng 9 năm 1990, điều chỉnh một phần diện tích và dân số của thị trấn Cầu Diễn về thị trấn Mai Dịch mới thành lập (nay là phường Mai Dịch, quận Cầu Giấy).
Ngày 22 tháng 11 năm 1996, sau khi tách một phần diện tích và dân số của huyện Từ Liêm để thành lập quận Cầu Giấy, huyện lỵ huyện Từ Liêm dời về thị trấn Cầu Diễn.
Ngày 27 tháng 12 năm 2013, Chính phủ ban hành Nghị quyết số 132/NQ-CP về việc điều chỉnh địa giới hành chính huyện Từ Liêm để thành lập 2 quận và 23 phường thuộc thành phố Hà Nội. Theo đó:
- Điều chỉnh 75,48 ha diện tích tự nhiên và 10.126 người của thị trấn Cầu Diễn về quận mới Bắc Từ Liêm để thành lập 4 phường Cổ Nhuế 1, Cổ Nhuế 2, Phú Diễn, Phúc Diễn thuộc quận Bắc Từ Liêm.
- Thành lập phường Cầu Diễn thuộc quận Nam Từ Liêm trên cơ sở điều chỉnh 137,75 ha diện tích tự nhiên và 23.279 người còn lại của thị trấn Cầu Diễn (phía nam quốc lộ 32 và phía đông sông Nhuệ), 41,47 ha diện tích tự nhiên và 4.893 người của xã Mỹ Đình.

Sau khi thành lập, phường Cầu Diễn có 179,22 ha diện tích tự nhiên, dân số là 28.172 người.